# Das Geheimnis von Santa Vittoria
Das Geheimnis von Santa Vittoria (Originaltitel: The Secret of Santa Vittoria) ist eine US-amerikanische Filmkomödie aus dem Jahr 1969, die am Ende des Zweiten Weltkriegs spielt. Das Drehbuch basiert auf dem gleichnamigen Roman von Robert Crichton.

## Handlung
Italien Ende April 1945: Der Weinhändler Italo Bombolini überpinselt zum Tod des Diktators Benito Mussolini eine Huldigung. Dies bringt ihm Ehre und das Bürgermeisteramt von Santa Vittoria ein. Bombolini ist ein Optimist, der daran glaubt, dass eine gute und gerechte Regierung letztlich funktionieren wird. Er liest Der Fürst von Niccolò Machiavelli und gründet eine Ratsversammlung.
Bombolinis späterer Schwiegersohn Fabio eilt in die Stadt und erzählt von deutschen Truppen, die auf ihrem Rückzug in Richtung Santa Vittoria unterwegs sind. Die Deutschen wollen die Stadt besetzen und sich das Weindepot sichern, das die finanzielle Grundlage der Stadt darstellt. Bombolini will den Wein retten, indem er die Einwohner die Weinflaschen in eine alte römische Höhle außerhalb der Stadt transportieren lässt. Eine Million Weinflaschen werden dorthin geschafft, bevor die deutschen Truppen ankommen. Bombolini hat einen kleinen Teil des Weines für die Deutschen zurückgehalten, damit diese nicht misstrauisch werden. Die Deutschen unter Hauptmann von Prum konfiszieren die Hälfte der gefundenen Flaschen.
Einheiten der SS erreichen die Stadt. Von Prum wird informiert, dass es noch mehr Wein geben müsse. Seine Versuche, den Wein zu finden, scheitern jedoch. Als der Befehl zum Abmarsch erteilt wird, unternimmt der Hauptmann einen letzten Versuch. Er hält Bombolini eine Pistole an den Kopf und verlangt von den Einwohnern die Herausgabe des Weines. Doch keiner sagt ein Wort. Von Prum gibt sich geschlagen und zieht mit seinen Männern ab; die Einwohner tanzen.

## Hintergrund
Die US-Premiere fand am 17. Oktober 1969 statt. In Deutschland erschien der Film am 27. Februar 1970 in den Kinos.
Gedreht wurde der Film in der Gemeinde Anticoli Corrado in der Nähe von Rom. Da das originale Santa Vittoria mittlerweile zu viele moderne Bauten aufwies, musste nach einem Ersatz gesucht werden. Die Einwohner der Gemeinde arbeiteten teilweise an den Dreharbeiten mit. Andere bekamen auf Kramers Kosten einen bezahlten Urlaub spendiert, damit in den Häusern gedreht werden konnte.
Das für den Golden Globe nominierte Lied Sway ist ein ursprünglich spanisches Lied mit dem Originaltitel ¿Quién será? und wurde von Pablo Beltrán Ruiz komponiert. Der englische Text stammt von Norman Gimbel.

## Kritiken
Für das Lexikon des internationalen Films war der Film eine „rustikale Posse am Rande des Kriegsgeschehens, von der Regie etwas breit ausgemalt, aber hervorragend in der Darstellung. Trotz seiner Überlänge, karikaturhafter Klischees und einer sentimentalen Liebesgeschichte ein kurzweiliger Film.“ Die Filmzeitschrift Cinema bezeichnete den Film als „witzige Burleske mit trickreichen Rivalen“.
Vincent Canby von der New York Times schrieb, der Film sei möglicherweise für Filmstudenten interessant. Er habe keinen einzigen bewegenden, überraschenden oder spontanen Moment. Variety attestierte dem Film Charme, Spannung und Romantik. Die Dramatik werde durch den Humor und das Verständnis so gemildert, dass der Film eine Kriegsidylle in der italienischen Landschaft vermittle.

## Auszeichnungen
Bei der Oscarverleihung 1970 war der Film in den Kategorien Beste Filmmusik und Bester Schnitt für den Oscar nominiert. Die Filmmusik wurde auch für den Golden Globe nominiert, ebenso wie Stanley Kramer für die Beste Regie, Anthony Quinn als Bester Hauptdarsteller in einer Komödie, Anna Magnani als Beste Hauptdarstellerin in einer Komödie und der Song Sway als Bester Filmsong. Der Film selbst wurde als Bester Film (Komödie) mit dem Golden Globe ausgezeichnet.
Eine weitere Nominierung gab es für den Eddie Award der American Cinema Editors.